# Bamberger Mühle
Bamberger Mühle (amtlich Kahlmühle genannt)  ist ein Gemeindeteil der Gemeinde Kleinkahl im unterfränkischen Landkreis Aschaffenburg in Bayern.

## Geographie
Der Weiler liegt in der Gemarkung Edelbach im oberen Kahlgrund direkt bei den Kahlquellen, an der Staatsstraße 2305, zwischen der Glashütte und Wiesen. Südwestlich befindet sich die Marienkapelle an der Kahlquelle. Durch Bamberger Mühle führt der Kahltal-Spessart-Radweg. Die junge Kahl fließt am Rande der Straße und teils verrohrt durch den Ort.

## Name
Woher der Name Bamberger Mühle tatsächlich stammt, ist nicht genau bekannt. Es werden drei Erklärungen genannt:
- Der Name leitet sich vom fränkischen Grafengeschlecht der Babenberger ab, in deren Besitz die Mühle einst gewesen sein könnte.[2]
- Früherer Mühlenbesitzer könnte ein 1731 in Wiesen verstorbener Lehrer und Geschichtsschreiber sein, der in Bamberg geboren wurde. Denn er musste laut der Mainzer Güterbeschreibung von 1699 an den Mainzer Staat 20 Gulden entrichten.[3]
- Eine dritte Möglichkeit ist, dass die Kahlgründer das Gebäude früher so lokalisiert haben:„Die Mühle ba'm (beim) Berg“.[4]

Im Kahlgründer Dialekt wird der Ort „Bommbercher Mühl“ genannt.

## Geschichte

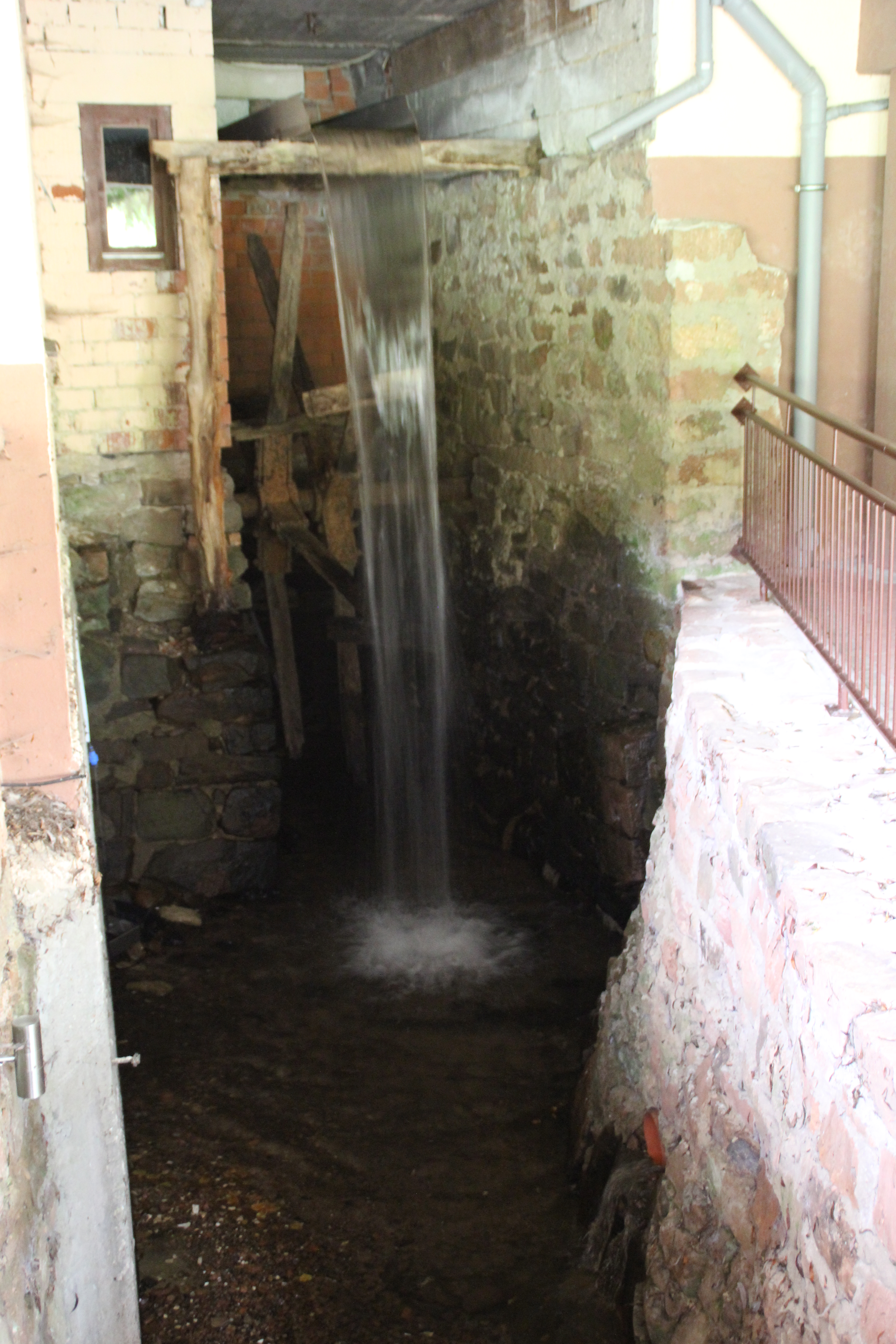
Das Mühlrad im Jahr 2019

Die Kahlmühle stand um das Jahr 1850 nur wenige Schritte unterhalb der Quellen. Sie bestand aus einer Ölmühle und einer Getreidemühle. Zu dieser Zeit wurde sie von zwei oberschlächtigen Wasserrädern betrieben. Später wurde die Ölmühle stillgelegt und die Getreidemühle zu einer Schneidmühle umgebaut.
Gemahlen wurde für die Bewohner von Wiesen. Später wurde die Mühle in ein modernes Gasthaus mit Pension umgebaut. Um das Jahr 1920 entstand dort die erste Forellenteichanlage an der Kahl. Das alte Wasserrad mit vier Meter Durchmesser stand jahrelang still. Im Jahre 1985 wurde es erneuert. Der gesamte Weiler dient heute der Erholung.
Mit dem Gemeindeedikt von 1818 kam die Kahlmühle in die Gemeinde Wiesen. Im Jahr 1862 wurde das Bezirksamt Lohr am Main gebildet, auf dessen Verwaltungsgebiet die Kahlmühle lag. 1939 wurde wie überall im Deutschen Reich die Bezeichnung Landkreis eingeführt. Die Kahlmühle gehörte nun zum Landkreis Lohr am Main (Kfz-Kennzeichen LOH). Mit Auflösung des Landkreises Lohr, im Zuge der bayerischen Gebietsreform im Jahre 1972, wurde ein Großteil der Gemeinden dem heutigen Landkreis Main-Spessart zugeschlagen. Die Kahlmühle kam jedoch in den neu gebildeten Landkreis Aschaffenburg (Kfz-Kennzeichen AB) und wurde am 1. Januar 1976 ein Teil der Gemeinde Kleinkahl.